# Narząd szczytowy

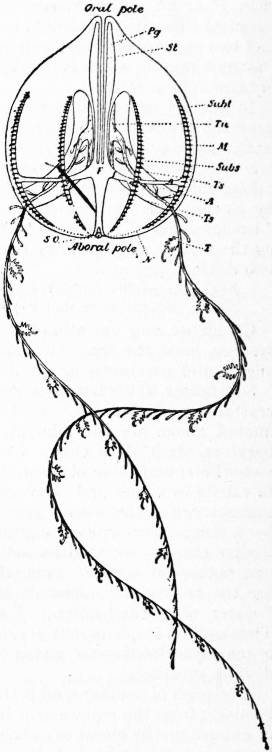
Budowa żebropława. A: kanały adradialne, F: gardziel, I kanał interradialny, M: kanał meridianalny, N: smuga rzęskowa, P: kanał paragastralny, SO: narząd szczytowy, St: przełyk, Subs: subsagittalne pasmo płytek rzęskowych (żeberko subsagittalne), Subt: subtentillialne pasmo płytek rzęskowych (żeberko subtentillialne), T ramię (tentilium), Ts: brzeg pochewki ramieniowej

Narząd szczytowy, narząd apikalny (łac. organum sensillae aborale) – jedyny narząd zmysłu występujący w ciele żebropławów. Zlokalizowany jest na przeciwgębowym (aboralnym) biegunie ciała. Odpowiada głównie za zmysł równowagi. W połączeniu z płytkami rzęskowymi pełni funkcję czuciowo-motoryczną.
Narząd ten ma postać zagłębienia w ektodermie wyściełanego komórkami sensorycznymi, zaopatrzonymi w rzęski. Z wierzchu wgłębienie osłania przezroczysta kopułka. W zagłębieniu umieszczony jest statolit o kulistym kształcie, zbudowany z drobnych, posklejanych, ziarenkowatych podjednostek fosforanu wapnia. Ów statolit wsparty jest na czterech łukowato wygiętych sprężynkach – szczecinopodobnych tworach utworzonych przez pęki sklejonych ze sobą rzęsek. Każda z tych sprężynek przechodzi poza wgłębieniem w rynienkę rzęskową rozwidlającą się z kolei na dwa rowki. W sumie występuje więc osiem rowków, z których każdy łączy się z jednym pasmem płytek rzęskowych. Sprężynki, rynienki i rowki określa się łącznie mianem smug rzęskowych.
Zasada działania jest następująca. Przechylenie ciała powoduje wychylenie statolitu, który uciska wówczas część komórek rzęskowych. Powstaje w ten sposób bodziec przekazywany mechanicznie od jednej komórki rzęskowej do drugiej, ostatecznie trafiający do dwóch sąsiadujących pasm płytek rzęskowych. Nacisk statolitu na daną sprężynkę powoduje przyspieszenie uderzeń płytek dwóch powiązanych z nią pasm i tym samym zmianę ustawienia zwierzęcia. Uszkodzenie narządu szczytowego powoduje zaburzenia koordynacji w ruchach płytek. Żebropław nie dąży jednak automatycznie do tego, by statolit spoczywał równomiernie na każdej sprężynce, jest to zależne od „nastroju” panującego w jego sieci nerwowej, np. po schwytaniu ofiary może przełączyć część płytek na bieg wsteczny, celem obrócenia się otworem gębowym do pokarmu.